# Voghiera
Voghiera là một đô thị ở tỉnh Ferrara, vùng Emilia-Romagna của Italia, nằm ở vị trí cách khoảng 45 km về phía đông bắc của Bologna và khoảng 13 km về phía đông nam của Ferrara. Tại thời điểm ngày 31 tháng 12 năm 2004, đô thị này có dân số là 3.924 người và diện tích là 40,5 km².
Đô thị Voghiera có các frazioni (các đơn vị cấp dưới, chủ yếu là các làng) Ducentola, Gualdo, Montesanto, và Voghenza.
Voghiera giáp các đô thị: Argenta, Ferrara, Masi Torello, Portomaggiore.